# Port Angeles East
Port Angeles East is een plaats (census-designated place) in de Amerikaanse staat Washington, en valt bestuurlijk gezien onder Clallam County.

## Demografie
Bij de volkstelling in 2000 werd het aantal inwoners vastgesteld op 3053.

## Geografie
Volgens het United States Census Bureau beslaat de plaats een oppervlakte van
12,0 km², waarvan 9,8 km² land en 2,2 km² water.

## Plaatsen in de nabije omgeving
De onderstaande figuur toont nabijgelegen plaatsen in een straal van 24 km rond Port Angeles East.